# Жюра, Витаутас
Витаутас Жюра (лит. Vytautas Žiūra, род. 11 мая 1979 года в Вильнюсе) — литовский и австрийский гандболист, разыгрывающий клуба «Фиверс Маргаретен» и сборной Австрии.

## Карьера

### Клубная
В ранние годы выступал в каунасских клубах «Лушис-Академикас» и «Гранитас». В 2003 году переехал в Австрию, где попал в основной состав клуба «Аон Фиверс Маргаретен», и стал постоянно проживать в Австрии. С этой командой ему покорялся один раз чемпионат Австрии и два раза кубок Австрии. Один сезон (2009/2010) Жюра провёл в датском «Виборге». В 2013 году был назван лучшим гандболистом года в Австрии.

### В сборной
Провёл 94 игры и забил 200 мячей за австрийскую сборную.

## Достижения
- Чемпион Литвы (2 раза)
- Победитель Кубка Литвы (3 раза)
- Чемпион Австрии (1 раз)
- Победитель Кубка Австрии (2 раза)

## Личная жизнь
Встречается с гандболисткой Горицей Ачимович, также выступающей за сборную Австрии и представляющую «Хипо Нидероштеррайх» в женском первенстве Австрии.